# Herrera (geslacht)
Herrera is een geslacht van halfvleugeligen uit de familie van de Cicadidae (zangcicaden). Het geslacht werd voor het eerst wetenschappelijk beschreven door William Lucas Distant in 1905.

## Soorten
Het genus bevat de volgende soorten:

- Herrera ancilla (Stål, 1864)
- Herrera aurenigrapilosa Sanborn, 2019
- Herrera barrocoloradoensis Sanborn, 2020
- Herrera castanetorquata Sanborn, 2020
- Herrera cephalodigramma Sanborn, 2020
- Herrera chanchamayoensis Sanborn, 2020
- Herrera chelappendicula Sanborn, 2020
- Herrera concolor Sanborn, 2019
- Herrera coyamensis Sanborn, 2007
- Herrera criqualicae (Boulard, 1986)
- Herrera dentata Sanborn, 2020
- Herrera freiae Sanborn, 2019
- Herrera grammosticta Sanborn, 2020
- Herrera guianaensis (Sanborn, 2011)
- Herrera humilastrata Sanborn & Heath, 2014
- Herrera infuscata Sanborn, 2009
- Herrera laticapitata Davis, 1938
- Herrera lugubrina (Stål, 1864)
- Herrera melanomesocranon Sanborn, 2019
- Herrera moyabambaensis Sanborn, 2020
- Herrera nigratorquata Sanborn, 2018
- Herrera nigropercula Sanborn, 2020
- Herrera phyllodes Sanborn, 2019
- Herrera polygramma Sanborn, 2020
- Herrera quadrimacula Sanborn, 2020
- Herrera quadroacuminata Sanborn, 2020
- Herrera quinimaculata (Sanborn, 2011)
- Herrera sigillata Sanborn, 2018
- Herrera signifera Sanborn, 2019
- Herrera tigrina (Boulard, 1986)
- Herrera turbida (Jacobi, 1907)
- Herrera umbraphila Sanborn & Heath, 2014
- Herrera viriventralis Sanborn, 2020